# Stazione di Tamachi (Tokyo)

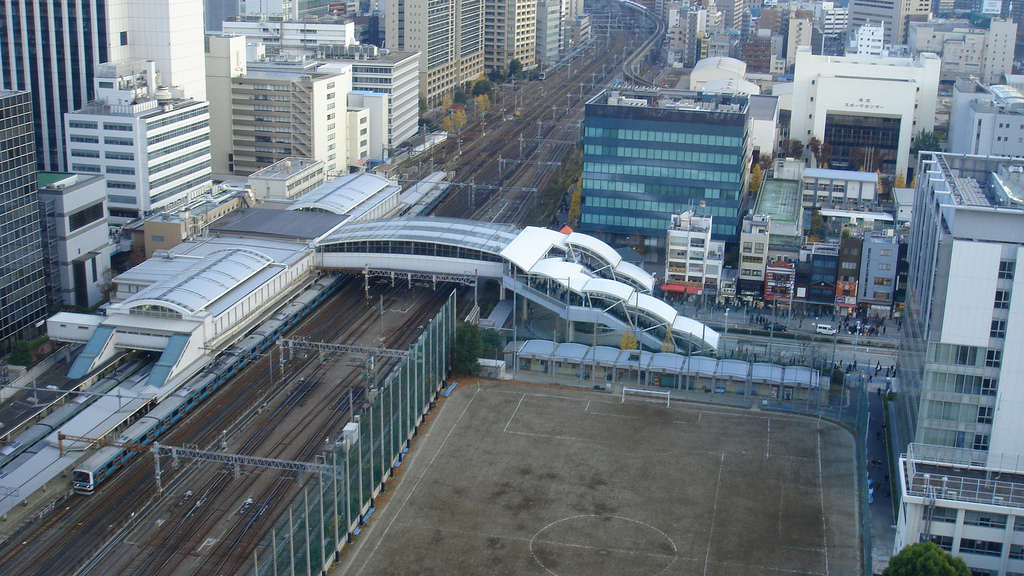
La stazione vista dall'alto

La Stazione di Tamachi (田町駅?, Tamachi-eki) è una stazione ferroviaria di Tokyo, si trova nel quartiere di Minato ed è servita dalle linee Yamanote e Keihin-Tōhoku della JR East. A poca distanza dalla stazione si trova la stazione di Mita sulle linee Mita e Asakusa. Tuttavia, non essendovi direttamente collegata, non è indicata come stazione di interscambio.

## Storia
La stazione aprì il 16 dicembre 1909, come punto intermedio tra la stazione di Shinagawa e la stazione di Shimbashi. Negli anni '70 terminarono i transiti dei treni merci, e dal 2001 la stazione supporta il pagamento con la bigliettazione elettronica Suica.
Il nome della stazione "Tamachi" è stato deciso nel 1947, quando all'epoca, nelle prossimità della stazione, esistevano indirizzi che riportavano i nomi "Shiba" e "Ta" (infatti, per un certo periodo il nome della stazione era "Shiba-Tamachi") - "Machi" è il suffisso che indica le aree della città.
Con la modifica delle aree circostanti la stazione, la zona a nord prese il nome di "Mita", mentre quella a sud, più recente poiché reclamata dal mare, il nome di "Shibaura", lasciando invariato e senza connessioni con le aree il nome della stazione.

## Linee
East Japan Railway Company
■ Linea Keihin-Tōhoku
■ Linea Yamanote

## Struttura
La stazione è costituita da due marciapiedi a isola con quattro binari passanti in superficie. I due interni sono utilizzati dalla linea Yamanote.
| 1 | ■ Linea Keihin-Tōhoku |  | per Tokyo, Ueno, Akabane e Ōmiya            |
| 2 | ■ Linea Yamanote      |  | per Tokyo, Ueno, e Ikebukuro                |
| 3 | ■ Linea Yamanote      |  | per Shinagawa, Meguro, Ikebukuro e Shinjuku |
| 4 | ■ Linea Keihin-Tōhoku |  | per Kamata, Yokohama e Ōfuna                |

## Stazioni adiacenti
| «                   | Servizio       | »                |
| Linea Yamanote      | Linea Yamanote | Linea Yamanote   |
| ------------------- | -------------- | ---------------- |
| Hamamatsuchō        | -              | Takanawa Gateway |
| Linea Keihin-Tōhoku |                |                  |
| Hamamatsuchō        | Locale Rapido  | Takanawa Gateway |